# Твайлайт (Пенсільванія)
Твайлайт (англ. Twilight) — місто (англ. borough) в США, в окрузі Вашингтон штату Пенсільванія. Населення — 216 осіб (2020).

## Географія
Твайлайт розташований за координатами 40°6′57″ пн. ш. 79°53′37″ зх. д. / 40.11583° пн. ш. 79.89361° зх. д. (40.115782, -79.893604).  За даними Бюро перепису населення США в 2010 році місто мало площу 4,17 км², уся площа — суходіл.

## Демографія
Згідно з переписом 2010 року, у селищі мешкали 233 особи в 93 домогосподарствах у складі 73 родин. Густота населення становила 56 осіб/км².  Було 98 помешкань (23/км²).
Расовий склад населення:
| - 98,7 % — білих - 1,3 % — чорних або афроамериканців |

До двох чи більше рас належало 0,0 %. Частка іспаномовних становила 0,0 % від усіх жителів.
За віковим діапазоном населення розподілялося таким чином: 24,0 % — особи молодші 18 років, 59,3 % — особи у віці 18—64 років, 16,7 % — особи у віці 65 років та старші. Медіана віку мешканця становила 43,8 року. На 100 осіб жіночої статі у селищі припадало 99,1 чоловіків;  на 100 жінок у віці від 18 років та старших — 103,4 чоловіків також старших 18 років.
Середній дохід на одне домашнє господарство  становив 55 367 доларів США (медіана — 51 250), а середній дохід на одну сім'ю — 61 659 доларів (медіана — 58 929). За межею бідності перебувало 17,4 % осіб, у тому числі 29,3 % дітей у віці до 18 років та 7,4 % осіб у віці 65 років та старших.
Цивільне працевлаштоване населення становило 86 осіб. Основні галузі зайнятості: освіта, охорона здоров'я та соціальна допомога — 33,7 %, фінанси, страхування та нерухомість — 15,1 %, роздрібна торгівля — 9,3 %, оптова торгівля — 5,8 %.